# 王沈 (博陵县公)
王沈（3世紀—266年），字處道，太原郡晉陽縣人。是三國時期魏晉的政治家。

## 生平
由於其父早死，被叔叔王昶撫養。能寫文章，大將軍曹爽聘為秘書（掾），累迁中书门下侍郎，曾勸羊祜一同投效曹爽，羊祜則反而勸說不可輕易事奉別人。正始十年（249年），曹爽被司马懿杀害，王沈因为曾是其旧吏而遭免職，後來再被起用为治書侍御史，再轉為秘書監；正元年間再當上散騎常侍和侍中，掌管典籍著作。與荀顗和阮籍同撰《魏書》44卷，「多為時諱，未若陳壽之實錄也」。魏帝曹髦好学，称王沈为“文籍先生”。
甘露十年（260年），曹髦打算消滅司馬家族，召王沈、王經、王業共商此事，後王沈與王业密告於司馬昭。結果曹髦被杀，王沈因功封安平侯，食邑二千户。時人稱：“沈既不忠于主，其为众论所非。”
入晉後出任尚书加散骑常侍，進爵博陵縣公。泰始二年（266年）五月去世，諡元，後追封为郡公。著有《王处道集》5卷，又称《王沈集》，巳佚。《全晋文》辑其文14篇。

## 家族

### 祖輩
- 祖父王柔，東漢護匈奴中郎将、雁门郡太守，妻李氏
- 父王機，字產平[5]，曹魏東郡太守，妻郭氏

### 兄弟
- 王默，曹魏尚書[6][7]

### 妻子
- 颍川荀氏
- 赵氏（非正式夫人，与王沈有一私生子王浚。）

### 儿子
- 王浚，西晉末年將領，幽州刺史。

## 备注
1. ↑  該年五月戊寅朔，無壬子。

## 延伸阅读
[在维基数据编辑]
 《晉書/卷039》，出自房玄齡《晉書》